# Factors primordials
"Factors primordials" (títol original en anglès "Prime Factors") és el desè episodi de la primera temporada de la sèrie de televisió de ciència-ficció estatunidenca Star Trek: Voyager. Fou dirigit per Les Landau en base a un guió escrit per Greg Elliot i Michael Perricone, basada en una història escrita per David R. George III i Eric A. Stillwell. Aquest episodi es va emetre a UPN el 20 de març de 1995.
Ambientada al segle XXIV, la sèrie segueix les peripècies de la nau estel·lar de la Federació Unida de Planetes USS Voyager, dirigida per la capitana Kathryn Janeway per tornar a casa des del Quadrant Delta amb una tripulació mixta de membres de la Federació i Maquis. En aquest episodi la Voyager rep una senyal de socors i contacta amb un nou món i els seus habitants. La tripulació es troba amb diversos extraterrestres interpretats per Ronald Guttman com a Gath, Yvonne Suhor com a Eudana i Andrew Hill Newman com a Jaret. La tripulació de la Voyager, incloent-hi Martha Hackett com a Seska i Josh Clark com a tinent Joe Carey, també apareix a l'episodi.

## Argument
La Voyager es troba amb una raça hedonista i hospitalària coneguda com els sikarians és convidada a visitar el seu món natal. S'organitza un permís a terra i, durant la visita, l'alferes Harry Kim i un sikarià es transporten a un altre planeta, Alastria. Kim dedueix que el dispositiu de teleportació sikarià, conegut com a trajector, els ha transportat 40.000 anys llum.
Quan la capitana Janeway és informada, pregunta a Gath, el líder dels sikarians, si la tecnologia es podria utilitzar per transportar la "Voyager" més enllà, cap al Quadrant Alfa. La seva sol·licitud és rebutjada perquè les lleis sikarianes prohibeixen compartir tecnologia. La tripulació considera com poden negociar per la tecnologia i Kim recorda que els sikarians valoren les històries. Janeway ofereix tota la biblioteca literària de la "Voyager" si els sikarians transporten la "Voyager". Gath promet discutir l'oferta amb els altres líders sikarians.
A enginyeria, Seska, Torres i Carey examinen la bretxa espacial causada pel trajector per entendre com funciona. Més tard, un civil s'acosta a Kim i li ofereix lliurar la tecnologia il·legalment a canvi de la literatura. Janeway es mostra reticent a autoritzar un comerç il·lícit, així que es teletransporta per pressionar Gath una vegada més, però Gath mai va tenir la intenció d'acceptar la seva oferta i ordena a la "Voyager" que marxi. Janeway torna a la "Voyager" i ordena la retirada de tot el personal.
Torres, Carey i Seska han descarregat la biblioteca i es dirigeixen a la sala del transportador. Mentre intenten accedir al transportador, Tuvok els troba, però en lloc de condemnar-los, es teletransporta a la superfície i fa l'intercanvi ell mateix. Torna a la "Voyager" amb el trajector, indicant a l'equip d'enginyeria que no intentin utilitzar-lo fins que no hagi parlat amb Janeway. Tanmateix, Seska connecta el trajector a un port de consola a enginyeria perquè puguin examinar-lo. Descobreixen que la tecnologia es basa en el mantell cristal·lí massiu del planeta com a amplificador, de manera que un cop marxin, el trajector serà inútil. Quan la "Voyager" està a punt de marxar, Torres i Seska activen el trajector. El camp que es forma al voltant de la nau produeix antineutrins, cosa que fa que el nucli de curvatura comenci a construir-se fins a una bretxa. Incapaç de desconnectar el trajector de la consola, Torres el destrueix amb un faser.
Janeway se sorprèn en descobrir que Tuvok, el seu amic i conseller, havia estat involucrat en la conspiració. Deixa anar Torres amb un sever avís i demana a Tuvok que la consulti en el futur abans d'actuar.

## Actors convidats
- Josh Clark - Tt. Joe Carey
- Martha Hackett - Seska
- Ronald Guttman - Gath
- Andrew Hill Newman - Jaret Otel
- Yvonne Suhor - Eudana

## Recepció
Keith DeCandido el va qualificar a "tor.com" el 2020 com un episodi excepcional de "Star Trek: Voyager". Va trobar molt emocionant que la tripulació d'una nau espacial de la Federació hagi de mirar la seva Primera Directiva des de l'altre costat. També li va agradar la idea d'utilitzar històries com a moneda de canvi. També va elogiar l'actuació de Ronald Guttman com a Labin. DeCandido també va quedar impressionat per Tuvok, que clarament es va equivocar en la seva decisió però encara troba maneres de racionalitzar-la. També va agrair que Janeway s'adonés que no té manera de castigar els seus oficials desobedients, però només pot esperar que un incident així no torni a passar. DeCandido també va pensar que el fet que les tripulacions de la Flota Estel·lar i els Maquis s'hagin apropat molt estava ben retratat, però va sentir que el moment de la sèrie era una mica massa aviat. També va considerar el fet que el primer oficial Chakotay pràcticament no jugui cap paper en aquesta història una oportunitat perduda..
Els crítics Lance Parkin i Mark Jones van considerar l'episodi fort, tot i que van comparar els sikarians amb "refugiats de Barbarella" a causa dels seus accents europeus i la seva alta cultura.
Aquest va aconseguir 7,3 punts Nielsen quan es va emetre el març de 1995.
El 2020, The Digital Fix va considerar que aquest episodi tenia algunes de les "narracions més ambicioses" de la primera temporada de Star Trek: Voyager.
El 2022, una crítica a Gizmodo va dir de l'episodi que «Gran part de la primera temporada de la Voyager explora com la tripulació tornarà a casa, però un dels primers episodis explora el potencial dramàtic d'una manera sorprenentment tràgica».

## Star Trek: Picard
Els Sikarians tornen a ser esmentats a l’episodi sisè de la primera temporada de Star Trek: Picard, "The Impossible Box", en què els Borg havien assimilat diversos sikarians i havien adquirit la seva tecnologia de trajectòria, integrant-la en cubs Borg per a la ràpida fugida d'una Reina Borg.